# Gubazès II
Pour les articles homonymes, voir Gubazès.
Gubazès II (en géorgien : გუბაზ II ; en grec: Γουβάζης) est roi de Lazique (aujourd'hui l'ouest de la Géorgie) de 541 jusqu'à son assassinat en 555, et l'une des personnalités centrales de la guerre lazique (541-562). D'abord vassal de l'Empire byzantin, il se tourne vers la principale rivale de cette dernière, la Perse sassanide, après plusieurs mesures maladroites des autorités byzantines. Les Byzantins sont expulsés de Lazique à l'aide de l'armée persane en 541, mais l'occupation du pays par les Perses s'avère mal acceptée. En 548, Gubazès demande l'aide de l'Empire byzantin, avec qui il reste allié pendant les quelques années suivantes, alors que les deux empires se battent pour le contrôle du Lazique, avec la forteresse de Petra comme point central de la lutte. Gubazès est finalement assassiné par les généraux byzantins après une dispute sur la poursuite infructueuse de la guerre.

## Origine et succession
Les historiens Cyrille Toumanoff et Christian Settipani considèrent qu'il est le fils et successeur direct de Tzath Ier, et que son oncle, le « roi » Opsites, n'ait en fait jamais régné. Sa mère Valeriana est quant à elle d'origine byzantine : la coutume d'épouser des femmes byzantines, habituellement issues de l'aristocratie sénatoriale, est commune parmi la famille royale de Lazique : son oncle est, par exemple, marié à une noble byzantine nommée Théodora. Gubazès a un frère plus jeune, Tzath, qui lui succède au trône, et une sœur dont le nom n'est pas connu. Il est également marié et a plusieurs enfants, mais ni le nom de sa femme ni ceux des enfants ne sont connus,.
En 541, il est attesté pour la première fois comme roi des Lazes. Il vit très probablement quelques années à la capitale de l'Empire byzantin, Constantinople avant son accession au trône, car il est qualifié de silentiarius, un poste influent au palais impérial. Il peut également, mais moins probablement, avoir obtenu ce titre de façon honorifique après son accession au trône.

## Défection en faveur de la Perse
Le Lazique devient un état client de l'Empire byzantin depuis 522, lorsque son roi Tzath Ier rejette l'hégémonie perse. Cependant, sous le règne de l'empereur Justinien Ier (r. 527-565), une série de mesures maladroites rend les Byzantins impopulaires au Lazique. L'établissement d'un monopole du commerce, régulé depuis la forteresse de Petra récemment construite, par le magister militum (général) Jean Tzibus conduit Gubazès à chercher une nouvelle fois la protection du shah perse, Khosro Ier (r. 531-579),.
En 540, Khosro rompt la « Paix Éternelle » de 532 et envahit la province byzantine de Mésopotamie. Au printemps 541, Khosro et ses troupes, conduite par des guides Lazes, passent les cols qui mènent au Lazique, où Gubazès se soumet à lui. Les byzantins commandés par Jean Tzibus résistent vaillamment à Petra, mais Tzibus est finalement tué et la forteresse tombe peu après,. Khosro laisse une garnison à Petra puis quitte le pays. Cependant, rapidement, les Lazes manifestent leur mécontentement : en tant que chrétiens, le zoroastrisme des Perses leur déplait, et ils sont grandement affectés par l'arrêt du commerce sur la mer Noire avec Byzance,. L'historien contemporain Procope de Césarée rapporte que Khosro, conscient de l'importance stratégique du Lazique, planifie de déporter l'ensemble des Lazes pour les remplacer par des Perses. Première étape de ce plan, l'empereur perse prévoit d'assassiner Gubazès. Prévenu des intentions de Khosro, Gubazès change à nouveau d'allégeance et se tourne vers l'Empire byzantin,,.

## Retour sous allégeance byzantine

Carte du Lazique

En 548, l'empereur Justinien envoie 8 000 hommes sous le commandement de Dagisthaeus. La force byzantine, alliée à une force lazique, assiègent la garnison perse à Petra. Bien approvisionnée, celle-ci résiste et le siège traîne en longueur. De plus, Dagisthaeus néglige de surveiller les cols qui mènent au Lazique, et une importante force perse sous le commandement de Mihr-Mihroe atteint Petra et oblige les alliés à lever le siège,,. Manquant de vivres pour ses troupes, Mihr-Mihroe quitte la région après avoir renforcé la garnison de Petra et laissé 5 000 hommes sous le commandement de Phabrizus pour sécuriser la route d'approvisionnement. Au printemps de l'année suivante, Gubazès et Dagisthaeus combinent leurs forces et parviennent à détruire les forces de Phabrizus lors d'une attaque surprise, et poursuivent les survivants en Ibérie. L'été de la même année, ils remportent une nouvelle victoire contre une nouvelle armée perse conduite par Khorianes. Les alliés échouent cependant à empêcher une nouvelle armée perse de renforcer Petra, et Dagisthaeus est rappelé puis remplacé par Bessas,,.
En 550, une révolte pro-Perse éclate parmi les Abkhazes, un peuple voisin du Lazique, au nord. Tirant profit de la situation, un important noble lazique, Terdetes, qui s'est disputé avec Gubazès, trahit le roi et livre aux Perses une importante forteresse dans les terres des Apsiles, une tribu vassale du royaume de Lazique. Les Apsiles parviennent à reprendre le fort, mais refusent d'accepter le contrôle lazique jusqu'à la médiation du général byzantin Jean Guzes,. En 551, les Byzantins prennent finalement Petra et la rase, mais une nouvelle armée sous la direction de Mihr-Mihroe arrive à contrôler la partie Est du Lazique. Les forces byzantines en Lazique se retirent alors à l'ouest, dans l'estuaire du Phase, alors que les Lazes, dont Gubazès et sa famille, cherchent refuge dans les montagnes. Malgré des conditions difficiles lors de l'hiver 551/552, Gubazès rejette la paix offerte par les envoyés de Mihr-Mihroe. En 552, les Perses reçoivent un renforcement substantiel, mais leurs attaques sur les forteresses tenus par les Byzantins et les Lazes sont repoussées,.

## Mort
Lors des deux années suivantes, les Byzantins augmentent leurs forces en Lazique, mais échouent à obtenir un succès définitif. Gubazès se dispute alors avec les généraux byzantins et écrit à l'empereur Justinien les accusant d'incompétence, après une défaite contre les Perses. Bessas est rappelé, mais les deux autres, Martin et le sacellarius Rusticus, décident de se débarrasser de Gubazès. Ils envoient un message à Constantinople, accusant Gubazès d'arrangements avec les Perses. L'empereur Justinien, ayant l'intention d'interroger lui-même Gubazès, autorise alors les deux généraux à l'arrêter, en usant de la force si nécessaire. En septembre/octobre 555, les deux généraux invitent Gubazès à observer le siège d'un fort tenu par les Perses, mais quand ils se rencontrent, Jean, le frère de Rusticus, poignarde le roi avec sa dague. Gubazès tombe de son cheval, et l'un des servants de Rusticus lui assène le coup de grâce,,.
Le meurtre de Gubazès voit l'arrêt de la participation des Lazes aux opérations militaires contre les Perses pendant un moment, conduisant à l'échec de l'attaque byzantine contre le fort d'Onoguris. Une assemblée du peuple lazique informe l'empereur Justinien des événements et demande qu'une enquête soit menée, ainsi que la confirmation de la montée sur le trône du jeune frère de Gubazès, Tzath, résidant alors à Constantinople. L'empereur byzantin accède à leur demandes : un « important sénateur » nommé Athanase (peut-être l'ancien préfet du prétoire du même nom) est envoyé pour enquêter sur le meurtre de Gubazès et Tzath est confirmé comme successeur. L'enquête d'Athanase blanchit Gubazès des suspicions de traîtrise et reconnaît Rusticus et son frère Jean comme coupables. Les deux frères sont exécutés à l'automne 556. Martin quant à lui est simplement déposé de son poste,,.